# Am I Cool or What?
Am I Cool or What? is een cd met een aantal liedjes over de stripkat Garfield. De cd kwam uit op 31 juli 1991 en werd uitgebracht door GRP Records.
Het genre van de cd is voornamelijk rhythm-and-blues afgewisseld met jazz. Aan het album hebben enkele bekende artiesten uit dit genre meegewerkt, zoals B.B. King.
De cd haalde de 23e plaats op de Billboard-lijst van beste jazzalbums.

## Nummers en artiesten
1. "Shake Your Paw" (The Temptations) – 3:41
2. "I Love it When I'm Naughty" (Patti LaBelle) – 4:29
3. "Fat is Where It's At" (Carl Anderson) – 3:38
4. "Long 'Bout Midnight" (Natalie Cole) – 4:19
5. "Nine Lives" (The Pointer Sisters) – 4:17
6. "Here Comes Garfield" (Lou Rawls) – 3:06
7. "Next to you I'm Even Better" (Diane Schuur) – 3:55
8. "Spare Time" (Valerie Pinkston) – 4:53
9. "Up on a Fence" (Desirée Goyette) – 3:16
10. "Monday Morning Blues (Blues for Mr.G)" (B.B. King) – 4:17